# 西蒙·薩繆爾森
西蒙·薩繆爾森（1985年5月21日—）是一位法羅群島足球運動員。在場上的位置是二前鋒。他現在效力於法羅群島足球超級聯賽球隊HB托爾斯港。他也代表法羅群島國家足球隊參賽。